# Сын Таджикистана
«Сын Таджикистана» — советский художественный фильм 1942 года режиссёра Василия Пронина.

## Сюжет
Великая Отечественная война. Колхозники таджикского кишлака провожают в армию своего земляка Гафиза. На фронте он подружился с русским солдатом сибиряком Иваном. В разведке Иван и Гафиз обнаруживают на берегу моря немецкий десант. Им надо предупредить своих, но путь отрезан. Укрывшись в скалистом ущелье, они принимают неравный бой, патроны кончаются. Внезапно Гафиз обнаруживает оставленный в скалах пастухами пустой бурдюк. Гафиз надувает его, и прикрываемый Иваном, бросается в горную реку. Поддерживаемый бурдюком, вплавь Гафиз добирается до своих. Советский отряд перерезает дорогу десанту врага и уничтожает его. Гафиз находит своего друга умирающим от ран, и над телом Ивана клянётся отомстить за него врагу.

Фильм рассказывает о фронтовой дружбе сыновей двух народов — Гафиза и Ивана. История эта имеет свою экспозицию, к сожалению, длинную, занимающую почти добрую половину фильма. В ней показаны проводы Гафиза и Ивана на фронт. Но если отъезд Ивана с далекой сибирской станции снят просто и сдержанно, то сцены проводов Гафиза перегружены бытовыми и этнографическими подробностями. Вторая половина фильма посвящена фронтовым событиям.
— История советского кино / ред. коллегия: Х. Абул-Касымова

## В ролях
- Вера Алтайская — Лена
- Борис Андреев — Иван
- Мухаммеджан Касымов — Гафиз
- Пётр Савин — боец
- Павел Шпрингфельд — Гафиз Сангин
- Ходича Бабаханова — мать Гафиза
- Офтоб Исамова[К 1] — исполнительница танца девушки
- Александр Ширшов — парень с гармошкой

## О фильме
Первый фильм об участии войнов-таджиков в Великой Отечественной войне.
Один из 12 художественных фильмов снятых во время войны в Сталинобаде на созданной под руководством Сергея Юткевича Объединённой студиеи в составе Сталинабадской студией художественных фильмов и эвакуированного «Союздетфильма».

В 1942 году в Сталинабаде киностудия Союздетфильм выпустила фильм «Сын Таджикистана» (сценарий М. Рахими, Е. Помещикова и Н. Рожкова, режиссер В. Пронин). Задача состояла в том, чтобы показать участие таджикского народа в Великой Отечественной войне, великую дружбу народов СССР и их братскую спаянность в дни грозных испытаний.— Советское киноискусство в годы Великой Отечественной войны: 1941—1945 / И. Г.. Большаков. — Госкиноиздат, 1948. — 147 с. — стр. 57
Фильм вышел в прокат в январе 1943 года, демонстрировался не только в Таджикской ССР, но и на экранах Советского Союза, и на фронте.

## Критика
Д. М. Писаревский отнёс фильм к немногим фильмам периода войны, авторы которых разрабатывали их в традициях приключенческого жанра (наряду с «Подводная лодка Т-9», «Я — черноморец!», «Поединок»), но отмечал в них схематичность образов солдат, и признавая их несомненную роль во время войны, тем не менее назвал их не имеющими большого художественного значения.
Киновед Татьна Иванова назвала фильм серьёзной по теме, но малоудачной картиной, однако, такая характеристика дана в сравнении с вышедшем тоже в 1943 году сверхпопулярным фильмом «Два бойца» — следующем фильме Бориса Андреева, где он также играл главную роль.

«Сын Таджикистана» был откликом на события войны. Фильм не выходил за пределы канонических решений, но не следует забывать, что это был единственный таджикский фильм, затрагивающий тему Отечественной войны. Примечателен и тот факт, что в создании сценария кинофильма впервые участвовал таджикский писатель М. Рахими.— История советского кино / ред. коллегия: Х. Абул-Касымова

## Комментарии
1. ↑  это одна из четырёх ведущих балерин Таджикского театра оперы и балета, которую и Касьян Голейзовский[2] и Сергей Баласанян[3] называли великолепной профессиональной исполнительницей народных танцев.